# Zorzines honshuensis
Zorzines honshuensis là một loài bướm đêm trong họ Noctuidae.